# Quadro de medalhas dos Jogos Olímpicos de Verão de 1976

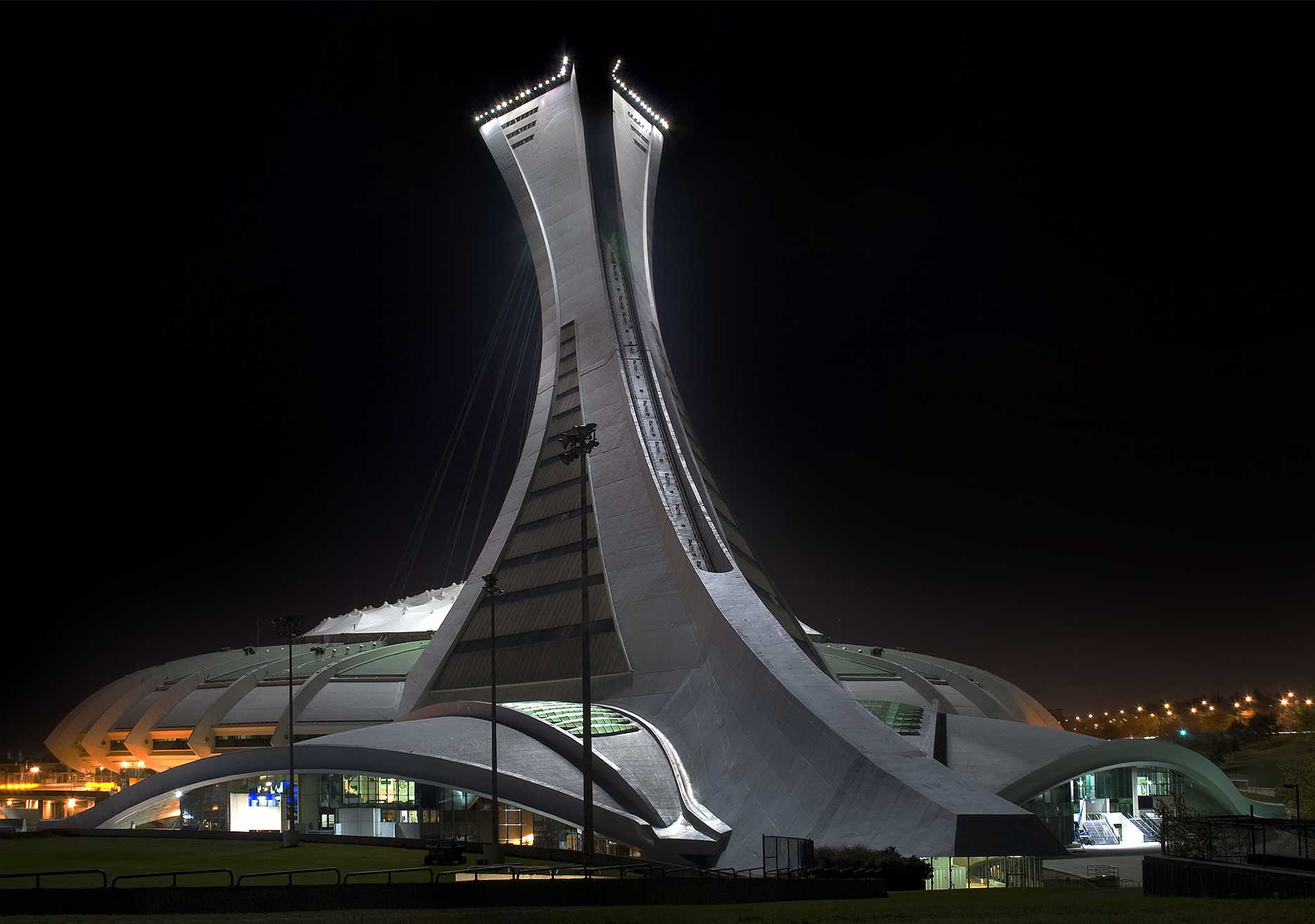
O Estádio Olímpico de Montreal (foto) foi o principal local de disputa dos Jogos Olímpicos de Verão de 1976.

Este é o quadro de medalhas dos Jogos Olímpicos de Verão de 1976, uma lista de Comitês Olímpicos Nacionais classificados pelo número de medalhas conquistadas durante os Jogos Olímpicos de Verão de 1976, realizados em Montreal, Quebec, Canadá, de 17 de julho a 1º de agosto de 1976. Um total de 6 084 atletas de 92 países participaram desses Jogos, competindo em 198 eventos em 23 esportes.
Vinte e oito países africanos boicotaram essa edição dos Jogos. Esta decisão foi tomada em resposta à participação da Nova Zelândia, porque sua equipe nacional de rúgbi continuou a disputar partidas do esporte com a África do Sul, que havia sido banida do movimento olímpico desde 1964 devido às suas políticas de apartheid.
Atletas de 42 países conquistaram pelo menos uma medalha, restando 51 países ausentes do quadro de medalhas. A União Soviética conquistou o maior número de medalhas de ouro (49) e de medalhas gerais (125). Os Jogos foram dominados pelo Bloco Soviético, com a URSS e seus satélites ocupando sete dos dez primeiros lugares na classificação de medalhas. Tailândia e Bermudas ganharam as primeiras medalhas em sua história olímpica, com Bermudas ainda sendo a nação menos populosa a ganhar uma medalha olímpica. Os Jogos Olímpicos de Montreal foram desastrosos para o Canadá, não apenas em termos financeiros; o país não conseguiu ganhar uma única medalha de ouro, apesar de ser a nação anfitriã. No geral, ficou em 27º lugar no quadro de medalhas, o que continua sendo o pior resultado que um país-sede já marcou na história dos Jogos.
Nikolai Andrianov, da União Soviética, ganhou sete medalhas (quatro de ouro, duas de prata e uma de bronze), tornando-se o atleta mais medalhado nestes Jogos.

## Quadro de medalhas

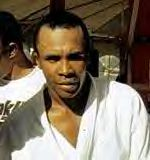
Sugar Ray Leonard venceu a medalha de ouro na disputa da categoria peso meio-médio ligeiro nos Jogos de 1976.

O quadro de medalhas é baseado em informações fornecidas pelo Comitê Olímpico Internacional (COI) e é consistente com a convenção do COI em seus quadros de medalhas publicados. Por padrão, a tabela é ordenada pelo número de medalhas de ouro que os atletas de uma nação conquistaram (neste contexto, uma nação é uma entidade representada por um Comitê Olímpico Nacional). O número de medalhas de prata é levado em consideração a seguir e, na sequência, o número de medalhas de bronze. Se as nações ainda estiverem empatadas, uma classificação igual será dada e elas serão listadas em ordem alfabética.
Um total de 198 eventos em 23 esportes diferentes foram disputados nos Jogos de Montreal. No boxe e no judô, foram concedidas duas medalhas de bronze para cada categoria de peso. Na ginástica, duas medalhas de bronze foram concedidas para empates de terceiro lugar nos eventos de cavalo com alças masculino e barra fixa masculina, e um empate de segundo lugar no salto feminino resultou em duas medalhas de prata e nenhuma medalha de bronze concedida para aquele evento.
| Ordem | País                   | Medalha de ouro | Medalha de prata | Medalha de bronze |     |
| ----- | ---------------------- | --------------- | ---------------- | ----------------- | --- |
| 1     | URS União Soviética    | 49              | 41               | 35                | 125 |
| 2     | GDR Alemanha Oriental  | 40              | 25               | 25                | 90  |
| 3     | USA Estados Unidos     | 34              | 35               | 25                | 94  |
| 4     | FRG Alemanha Ocidental | 10              | 12               | 17                | 39  |
| 5     | JPN Japão              | 9               | 6                | 10                | 25  |
| 6     | POL Polônia            | 7               | 6                | 13                | 26  |
| 7     | BUL Bulgária           | 6               | 9                | 7                 | 22  |
| 8     | CUB Cuba               | 6               | 4                | 3                 | 13  |
| 9     | ROU Romênia            | 4               | 9                | 14                | 27  |
| 10    | HUN Hungria            | 4               | 5                | 13                | 22  |
| 11    | FIN Finlândia          | 4               | 2                |                   | 6   |
| 12    | SWE Suécia             | 4               | 1                |                   | 5   |
| 13    | GBR Grã-Bretanha       | 3               | 5                | 5                 | 13  |
| 14    | ITA Itália             | 2               | 7                | 4                 | 13  |
| 15    | FRA França             | 2               | 3                | 4                 | 9   |
| 16    | YUG Iugoslávia         | 2               | 3                | 3                 | 8   |
| 17    | TCH Checoslováquia     | 2               | 2                | 4                 | 8   |
| 18    | NZL Nova Zelândia      | 2               | 1                | 1                 | 4   |
| 19    | KOR Coreia do Sul      | 1               | 1                | 4                 | 6   |
| 20    | SUI Suíça              | 1               | 1                | 2                 | 4   |
| 21    | JAM Jamaica            | 1               | 1                |                   | 2   |
| 21    | PRK Coreia do Norte    | 1               | 1                |                   | 2   |
| 21    | NOR Noruega            | 1               | 1                |                   | 2   |
| 24    | DEN Dinamarca          | 1               |                  | 2                 | 3   |
| 25    | MEX México             | 1               |                  | 1                 | 2   |
| 26    | TRI Trinidad e Tobago  | 1               |                  |                   | 1   |
| 27    | CAN Canadá             |                 | 5                | 6                 | 11  |
| 28    | BEL Bélgica            |                 | 3                | 3                 | 6   |
| 29    | NED Países Baixos      |                 | 2                | 3                 | 5   |
| 30    | POR Portugal           |                 | 2                |                   | 2   |
| 30    | ESP Espanha            |                 | 2                |                   | 2   |
| 32    | AUS Austrália          |                 | 1                | 4                 | 5   |
| 33    | IRI Irã                |                 | 1                | 1                 | 2   |
| 34    | MGL Mongólia           |                 | 1                |                   | 1   |
| 34    | VEN Venezuela          |                 | 1                |                   | 1   |
| 36    | BRA Brasil             |                 |                  | 2                 | 2   |
| 37    | AUT Áustria            |                 |                  | 1                 | 1   |
| 37    | BER Bermudas           |                 |                  | 1                 | 1   |
| 37    | PAK Paquistão          |                 |                  | 1                 | 1   |
| 37    | PUR Porto Rico         |                 |                  | 1                 | 1   |
| 37    | THA Tailândia          |                 |                  | 1                 | 1   |
| TOTAL | TOTAL                  | 198             | 199              | 216               | 613 |

      Nação anfitriã (Canadá)